# Сон кавалера
«Сон кавале́ра» (англ. The Cavalier's Dream) — немой короткометражный фильм ужасов Эдвина Стэнтона Портера. Премьера состоялась в США в декабре 1898 года.

## Сюжет
Главный герой, кавалер, спит за столом, как внезапно к нему подходит кто-то в белом одеянии и хлопает его по плечу, с целью разбудить. Кавалер просыпается и встав из-за стола, начинает ходить по комнате, после чего поправляет вещи на столе. Из темноты появляется ведьма, и пальцем показывает на сидящего за столом человека в тёмном одеянии. Кавалер подходит поближе, и вместо кого-то в одеянии, появляется женщина в пышном наряде, явно жена кавалера. Спустя пару мгновений, его жена вновь превращается в нечто в чёрном одеянии, с белой маской вместо лица. Кавалер пытается уйти, но повернувшись, ведьма и двое тел в белых одеяниях уже стоят перед ним. Кавалер снова хочет уйти, но уже с обеих сторон стоят по два тела в белых одеяниях. Кавалер смотрит в сторону стола, и рядом со столом появляется ещё два тела в белых одеяниях, а ведьма стоит на столе. Она махает палочкой и усыпляет кавалера, севшего за стол. Тела в белых одеяниях начинают кружить хоровод вокруг стола, пока ведьма махает палочкой стоя на столе, и в один момент махает её в последний раз, после чего она и её подданные исчезают. Кавалер просыпается и протирает глаза, понимая что всё это было просто страшным сном.

## Герои
- Кавалер
- Ведьма
- Жена кавалера
- Тела в белых одеяниях